# Жоффруа де Мандевиль, 1-й граф Эссекс
Жоффруа (II) де Мандевиль (фр. Geoffrey de Mandeville; ум. в 1144) — один из наиболее влиятельных английских аристократов второй четверти XII века, активный участник гражданской войны в Англии 1135—1154 годах, 1-й граф Эссекс. Благодаря своей частой перемене политических лагерей во время гражданской войны, пренебрежению к королевской власти и массовым беззакониям и разбоям, совершённым Жоффруа де Мандевилем, он долгое время считался «типичным представителем английской аристократии времён феодальной анархии».

## Происхождение
Жоффруа происходил из англо-нормандского рода Мандевилей, первым достоверно известным представителем которого был его дед, Жоффруа (I) де Мандевиль — участник нормандского завоевания Англии. Согласно «Книге Страшного суда» в 1086 году Жоффруа I владел землями, приносившие ему ежегодный доход в 740 фунтов, которые были сосредоточены в Эссексе, Мидлсексе и Хартфордшире, а также в семи других графствах. Таким образом он входил в число наиболее крупных земельных магнатов Англии, занимая по доходам 11 место среди немирян. Также Жоффруа занимал должности констебля Тауэра и был шерифом Эссекса, Лондона, Миддлсекса и Хартфордшира.  
В отличие от других крупных земельных магнатов, которые происходили из известных континентальных родов, о предках Жоффруа I ничего неизвестно. Нормандский поэт Вас называет его просто «сеньором де Мандевиль» (лат. «li Sire de Maguevile»). Точную идентификацию места происхождения Мандевилей провести сложно, поскольку топонимов с названиями Manneville, Magna Villa и Magnevilla во Франции достаточно много. Высказывались разные предположения об идентификации места его происхождения. Среди возможных мест назывались  Маньвиль около Валони (департамент Манш), Мандевиль в кантоне Тревьер (департамент Кальвадос), Кольмениль-Манвиль (департамент Приморская Сена), Тиль-Манфиль (департамент Приморская Сена)}. Отсутствие информации о происхождении или о карьере Жоффруа в Нормандии, вероятно, говорит о его достаточно скромном происхождении.
Наследником Жоффруа I был Уильям I де Мандевиль. Кроме отцовских владений он унаследовал и должность констебля Тауэра. Однако в 1101 году из Тауэра бежал важный политический закключённый — Ранульф Фламбард, который летом того же года организовал вторжение в Англию Роберта Куртгёза, брата короля Генриха I Боклерка, которое едва не стоило Генриху короны. За свою неосторожность (или умысел) Уильям в 1103 году был приговорён к огромному штрафу в 2200 фунтов. До его полной выплаты он был вынужден отказаться от трёх своих самых ценных маноров: Собрижворт в Хартфордшире и Уолден и Грейт Уолтем в Эссексе. Согласно «Книге Страшного суда» Собриджворт и Уолден приносили ежегодный доход по 50 фунтов, а Грейт Уолтем — 60 фунтов, что составляло треть от доходов маноров Мандевилей в Англии (489 фунтов). В результате конфискация поместий исключила Уильяма из числа самых богатых английских магнатов.
До выплаты долга маноры были переданы королём под управление своего верного соратника Эда де Ри, занимавшего при его дворе должность сенешаля. Он происходил из нормандского рода Ри и был младшим из сыновей Юбера де Ри, верного вассала Вильгельма Завоевателя. Он вместе с братьями после нормандского завоевания перебрался в Англию, получив ряд владений в ряде английских графств, по большей части в Эссексе. При королевском дворе он занимал должность сенешаля, благодаря чему получил прозвище «Дапифер» (лат. Dapifer — сенешаль). Сохранил он своё положение и при преемниках Вильгельма Завоевателя, Вильгельме II и Генрихе I. Эд был женат на Рохезе, дочери Ричарда Фиц-Гилберта, предка рода Клеров. От этого брака родилась единственная дочь Маргарита, выданная замуж за Уильяма де Мандевиля. Таким образом, после передачи владений Эду они остались в семье (ибо Маргарита была единственной наследницей), но Уильям их не мог контролировать. Также Эд получил и должность констебля Тауэра, с которой был смещён Уильям.

## Молодые годы
Год рождения Жоффруа неизвестен. Его отец умер между 1105 и 1116 годами, его наследник в это время, вероятно, был несовершеннолетним. Доставшиеся Жоффруа владения были сильно урезаны. Ко всему прочему, он был обременён и оставшимся от отца огромным долгом. Согласно казначейскому реестру 1130 года в 1129 году сумма долга составляла 1300 марок. Перспектива вернуть утраченные владения сильно снизилась в результате второго брака матери Жоффруа, которая вышла замуж за Оттивела (Отье) Фиц-Эрла, незаконнорожденного сына Гуго д’Авранша, 1-го графа Честера. Карьера Оттивела, который был воспитатель детей короля Генриха I, в это время шла в гору. Именно Оттивелу в феврале 1120 были переданы под управление конфискованные поместья Мандевилей. Ко всему прочему, он вполне мог унаследовать часть (а то и все) владения тестя. Однако в ноябре 1120 года произошло крушение Белого корабля, в результате которого погиб наследник Генриха I. В числе погибших был и Оттивел. В итог земли Эда де Ри перешли к короне, вернулись к королю и конфискованные маноры Мандевилей. Но при этому у Жоффруа появились перспективы возвратить себе утраченные земли. 
Подпись Жоффруа присутствует на трёх хартиях Генриха I, которые он издал в последний год своего пребывания в Нормандии. Вероятно, что это свидетельствует о попытках Жоффруа вернуть себе положение через службу королю, приняв участие в военной компании короля против Гильома Талваса. Однако его надежды так и остались нереализованы до смерти Генриха I в декабре 1135 года, а также и в первые годы правления его преемника, Стефана Блуаского: поместья Мандевилей так и оставались под королевским управлением, а комендантом Тауэра оставался Хаскольф де Танис, получивший эту должность после гибели Оттивела.

## Гражданская война
Однако в 1139—1140 годах положение Мандевиля значительно улучшилось. Хотя Стефан смог получить английскую корону после смерти Генриха I, но сторонники были и у императрицы Матильды, дочери Генриха I. В результате часть знати восстала против Стефана. Нуждаясь в поддержке, король решил назначить ряд новых графов, которым передал часть полномочий по управлению страной. В период между 1138 и 1141 годам Стефан создал не менее 18 графств. Среди тех, кто получил графский титул, был и Жоффруа, ставший графом Эссексом. Хартия о его назначении была издана в Вестминстере между декабрём 1139 и декабрём 1140 года. Примерно в это же время Мандевилю были возвращены родовые владения и должность констебля Тауэра.
Но в феврале 1141 году войска короля Стефана были разбиты в битве при Линкольне, а сам король попал в плен. Это заставило Жоффруа перейти на сторону императрицы Матильды. Императрица была крайне заинтересована в Мандевиле, поскольку именно он как констебль Тауэра мог обеспечить власть над Лондоном. За помощь Жоффруа Матильда освободила его от долгов отца короне и передала ему земли Эдо Дапифера в Эссексе и ряде других английских графствах. Императрица вошла в Лондон, однако вскоре там вспыхнуло восстание горожан, заставившее Матильду бежать из столицы. Вероятно, это восстание было связано с борьбой лондонцев за права самоуправления, дарованные королём Генрихом I в начале 1130-х годов и оказавшиеся под угрозой отмены в условиях расширения влияния Жоффруа де Мандевиля на столицу. В то же время переговоры с Жоффруа начали представители королевской партии: супруга Стефана Матильда Булонская заложила свои кембриджширские земли, а часть полученных средств передала Мандевилю за переход на сторону короля. Это заставило Жоффруа вновь принести клятву верности Стефану. Вскоре войска Матильды были разгромлены в сражении при Винчестере, а король получил свободу. Перемена политического лагеря принесла Жоффруа новые выгоды: помимо денежных средств, он добился своего назначения шерифом и главным судьёй Эссекса, Хертфордшира и Мидлсекса, причём последняя должность передавала в руки Мандевиля административную и судебную власть над Лондоном, ликвидируя тем самым остатки городского самоуправления.
Однако уже в 1142 году Жоффруа возобновил переговоры с императрицей Матильдой. Летом 1142 года в Оксфорде они подписали тайный договор о союзе, в котором в частности императрица обещала не заключать мира с горожанами Лондона без согласия Жоффруа, поскольку лондонцы — «его смертельные враги». Договор этот остался секретным, и Жоффруа продолжал считаться союзником короля и часто бывал при дворе. Однако вскоре о его новой измене стало широко известно. В начале 1143 г. Жоффруа де Мандевиль был арестован по приказу короля в Сент-Олбансе. Вильям Ньюбургский связывал этот арест с насильственным удержанием Мандевилем в Тауэре Констанции Французской, жены сына короля Стефана. Однако этот случай имел место ещё в 1140 г. и его связь с арестом в 1143 г. представляется сомнительной. Жоффруа де Мандевилю было предъявлено обвинение в государственной измене и предоставлено на выбор виселица или сдача Тауэра и замков в Эссексе. Граф выбрал последнее.

### Во главе бандитов и гибель
Потеряв свои владения крепости Жоффруа де Мандевиль бежал в Кембриджшир, где на острове Или устроил разбойничье убежище. Он захватил аббатство Рамси, которое превратил в укреплённую базу для набегов на окружающие земли. Банды Мандевиля разоряли поля и деревни, сжигали города и разрушали монастыри. По свидетельствам современников, люди Жоффруа убивали и захватывали в заложники всех без различия пола и возраста, в радиусе тридцати миль вокруг Рамси не осталось ни быка, ни плуга, урожай не собирался или был уничтожен. Королевские войска тщетно пытались захватить бандитов: Жоффруа отводил свои отряды вглубь болот острова Или и пережидал атаку. Лишь случайная стрела, смертельно ранившая Жоффруа де Мандевиля при осаде Бервилла, положила конец его разбоям. Он скончался 16 сентября 1144 года.
Хотя Жоффруа был отлучён от церкви и, соответственно, его тело не могло быть предано земле, тамплиеры привезли труп Жоффруа в Лондон и похоронили в церкви своего ордена. Надгробная плита гробницы Жоффруа де Мандевиля сохранилась до настоящего времени.
Беззакония и жестокость Мандевиля оказались беспрецедентными даже для времени феодальной анархии. Именно поэтому рассказ о них вошёл во все современные хроники, прежде всего в Хронику Питерборо, составленную монахами аббатства Питерборо, расположенного в непосредственной близости от района набегов Жоффруа, в которой содержаться знаменитые слова, что в эти времена «Христос и святые спали». Позднее на основании свидетельств хроники о достаточно ограниченных территориально разбоях банд Жоффруа де Мандевиля, стали судить об эпохе гражданской войны в Англии в целом, а Жоффруа, благодаря посвященной ему работе Дж. Раунда, стал рассматриваться как типичный английский барон периода феодальной анархии. В настоящее время эта точка зрения уже не является общепринятой: Жоффруа де Мандевиль и его разбои, по всей видимости, представляли собой экстремальный случай в истории гражданской войны в Англии и не могут служить иллюстрацией обычной жизни страны этого периода.

## Брак и дети
Жоффруа де Мандевиль был женат на Рохеза де Вер, дочери Обри де Вера, камергера королевского двора, и имел четверых сыновей:
- Арнульф (ум. 1178), захвачен в плен и отправлен в изгнание после смерти отца, возможно был незаконнорождённым сыном Жоффруа;
- Жоффруа де Мандевиль (ум. 1166), 2-й граф Эссекс;
- Уильям де Мандевиль (ум. 1189), 3-й граф Эссекс;
- Роберт (ум. до 1189).

После смерти мужа Рохеза вышла замуж второй раз — за Пейна де Бошана.